# Flávia Bonato
Flávia Bonato (Juiz de Fora, 24 de novembro de 1974) é uma atriz brasileira. Atualmente é também apresentadora, integrando a equipe do canal de vendas Shoptime. Sua personagem de maior destaque foi a médica ciumenta Anita de Por Amor (1997), namorada de César (Marcelo Serrado), morria de ciúmes da amizade do noivo com Maria Eduarda (Gabriela Duarte).

## Filmografia

### Televisão
| Ano  | Título                    | Personagem              |
| ---- | ------------------------- | ----------------------- |
| 2004 | Da Cor do Pecado          | Dalva                   |
| 2003 | Terra dos Meninos Pelados | professora de geografia |
| 2003 | Kubanacan                 | Teresa                  |
| 2001 | Sítio do Picapau Amarelo  | Repórter Fátima Maria   |
| 2001 | Estrela-Guia              | Cida Barreto            |
| 2000 | Malhação                  | Luciana                 |
| 1998 | Você Decide               |                         |
| 1997 | Por Amor                  | Anita                   |
| 1995 | Explode Coração           | Luzia (jovem)           |
| 1995 | Malhação                  | Rafaela (Rafa)          |
| 1994 | Pátria Minha              | Daniela                 |
| 1993 | Olho no Olho              | Martinha                |
| 1991 | Felicidade                | Eunice                  |

### Cinema
| Ano  | Título                           | Personagem |
| ---- | -------------------------------- | ---------- |
| 1997 | For All - O Trampolim da Vitória | Iracema    |